# Xylosma shaferi
Xylosma shaferi là một loài thực vật có hoa trong họ Liễu. Loài này được (E.H. Wilson) R.A. Howard & G.E. Briggs miêu tả khoa học đầu tiên năm 1953.